# Campeonato Italiano de Rugby 1990-91
El Campeonato de Rugby de Italia de 1990-91 fue la sexagésimo primera edición de la primera división del rugby de Italia.

## Sistema de disputa
El torneo se desarrolló en dos etapas, una fase regular en la cual los equipos disputaron encuentros en condición de local y de visitante frente a cada uno de sus rivales.
Luego se disputó una etapa de eliminación directa, en la cual los primeros seis equipos de la fase regular clasifican a los cuartos de final, mientras que el campeón y subcampeón de la Serie B clasifican ocupando los dos lugares restantes.
Los últimos dos equipos descienden directamente a la Serie B.

## Desarrollo
- Tabla de posiciones:[1]

| Pos. | Equipo           | Encuentros | Encuentros | Encuentros | Encuentros | Tantos | Tantos | Tantos | Puntos |
| Pos. | Equipo           | PJ         | PG         | PE         | PP         | F      | C      | Dif    | Puntos |
| ---- | ---------------- | ---------- | ---------- | ---------- | ---------- | ------ | ------ | ------ | ------ |
| 1.º  | Amatori Milano   | 22         | 21         | 1          | 0          | 828    | 214    | +614   | 43     |
| 2.º  | Benetton Treviso | 22         | 17         | 0          | 5          | 658    | 258    | +400   | 34     |
| 3.º  | Rugby Rovigo     | 22         | 15         | 1          | 7          | 536    | 300    | +236   | 31     |
| 4.º  | Petrarca Padova  | 22         | 14         | 0          | 8          | 457    | 284    | +173   | 28     |
| 5.º  | San Donà         | 22         | 13         | 1          | 8          | 529    | 377    | +152   | 27     |
| 6.º  | L'Aquila Rugby   | 22         | 12         | 3          | 7          | 447    | 413    | +34    | 27     |
| 7.º  | Rugby Parma      | 22         | 8          | 2          | 12         | 335    | 480    | -145   | 18     |
| 8.º  | Livorno Rugby    | 22         | 8          | 1          | 13         | 355    | 543    | -188   | 17     |
| 9.º  | Amatori Catania  | 22         | 6          | 1          | 15         | 388    | 567    | -179   | 13     |
| 10.º | Tarvisium        | 22         | 6          | 0          | 16         | 320    | 551    | -231   | 12     |
| 11.º | Rugby Calvisano  | 22         | 4          | 1          | 17         | 295    | 597    | -302   | 9      |
| 12.º | Noceto           | 22         | 2          | 1          | 19         | 295    | 863    | -568   | 5      |

|  | Clasificado a cuartos de final. |
|  | Descendido a la Serie B.        |

### Cuartos de final
Se incorporan los equipos Rugby Lyons y Rugby Roma Olimpic, clasificados desde la Serie B.
| Equipo 1         | Equipo 2           | Ida   | Vuelta | Desempate |
| ---------------- | ------------------ | ----- | ------ | --------- |
| Amatori Milano   | Lyons              | 59-12 | 43-15  |           |
| Petrarca Padova  | San Donà           | 28-3  | 21-4   |           |
| Benetton Treviso | Rugby Roma Olimpic | 29-12 | 25-7   |           |
| Rugby Rovigo     | L'Aquila Rugby     | 39-24 | 22-30  | 18-12     |

### Semifinales
| Equipo 1         | Equipo 2        | Ida   | Vuelta | Desempate |
| ---------------- | --------------- | ----- | ------ | --------- |
| Amatori Milano   | Petrarca Padova | 27-10 | 24-12  |           |
| Benetton Treviso | Rugby Rovigo    | 30-16 | 16-19  | 38-22     |

### Final
| 1 de junio de 1991 | Amatori Milano | 37 - 18 | Benetton Treviso |  |  |

| Bandera de Italia      |
| Campeón Amatori Milano |
| Décimo quinto título   |